# Kapla, Tabor
Kapla este o localitate din comuna Tabor, Slovenia, cu o populație de 255 de locuitori.